# 南まい
南まい（みなみ まい）は、日本の企業家、マーケティングコンサルタント、講師。スライムワークデザイン株式会社代表。Googleビジネスプロフィール シルバープロダクトエキスパート。大阪府出身。

## 来歴・人物

### 初期キャリア
大阪府出身。ホテル・旅館・飲食店・カフェ等での現場経験を積み、接客業界での実務知識を蓄積する。その後、飲食店の店舗責任者として店舗運営全般を担当し、顧客目線での事業理解を深めた。

### インハウスデザイナー時代
2016年より大阪のソフトウェアメーカーにて、Webデザイナーとして勤務。キャンペーンの企画、DTPデザイン、雑誌広告、カタログ作成などのデザイン業務に加え、求人サイトの運用やサポート業務にも従事した。これらの業務を通じて実践的なスキルを習得した。
その後、名古屋の制作会社に転職。Googleビジネスプロフィールを活用した店舗集客サポート事業サービスの責任者として活動し、同社でインサイドセールスチームの立ち上げと補助金申請サポート業務も担当した。所謂MEOツールの販売代理店業務やツールのオンボーディングを含む幅広い事業領域に携わり、地域密着型の集客手法を専門とするようになる。

### 独立・起業
現在はスライムワークデザイン株式会社の代表として、Googleビジネスプロフィールを活用した企業の店舗集客サポート事業を展開している。2024年8月に、Googleビジネスプロフィールのプロダクトエキスパートに認定された。

## 現在の活動

### 主な事業・所属
- スライムワークデザイン株式会社 代表
- 一般社団法人DXビジネスコンティニュー推進協会 専属講師

### 専門分野
Googleビジネスプロフィールを活用した店舗集客サポートを専門とし活動している。

### 支援業種
宿泊施設、飲食店、医療機関、美容関連、教育関連、その他サービス業など、多岐にわたる業種での集客サポートを手がけている。

## 講師・執筆活動

### セミナー・講演
- 新規顧客開拓に関するセミナー講師（一般社団法人DXビジネスコンティニュー推進協会主催）[3]
- 洋菓子店の売上アップ！Googleビジネスプロフィールを活用したお客様との新しい出会いの作り方講師（京都府洋菓子工業協同組合・京都府洋菓子協会主催）[4]

### 共著・編著
- 中村恵二、南まい 共著『図解入門業界研究 最新外食業界の動向とカラクリがよ～くわかる本［第4版］』（秀和システム、2024年5月）ISBN 978-4-7980-7195-4
- 中村恵二、榎木由紀子、南まい 共著『図解入門業界研究 最新ホテル業界の動向とカラクリがよ～くわかる本［第5版］』（秀和システム、2025年7月発売予定）ISBN 978-4-7980-7481-8

### 認定・資格
- Googleビジネスプロフィール シルバープロダクトエキスパート（2024年8月認定）

## 人物
Google公式ヘルプコミュニティでも活動している。2024年8月にGoogleビジネスプロフィールのプロダクトエキスパートに認定された。
ホテル・旅館・飲食店での現場経験があり、後にマーケティング部門での勤務を経た後、MEO・ローカルSEO業界において制作会社でのサービス開発、営業活動、顧客サポートなどの職務経験を積んだ。
趣味はネパール語の学習。